# Urán-monoszulfid
Az urán-monoszulfid egy szervetlen kémiai vegyület. Radioaktív. Képlete US.

## Fordítás
Ez a szócikk részben vagy egészben  az   Uranium monosulfide című angol Wikipédia-szócikk fordításán alapul.  Az eredeti cikk szerkesztőit annak laptörténete sorolja fel. Ez a jelzés csupán a megfogalmazás eredetét és a szerzői jogokat jelzi, nem szolgál a cikkben szereplő információk forrásmegjelöléseként.